# Beauvain
Beauvain és un municipi francès situat al departament de l'Orne i a la regió de Normandia. L'any 2007 tenia 277 habitants.

## Demografia

### Població
El 2007 la població de fet de Beauvain era de 277 persones. Hi havia 115 famílies de les quals 24 eren unipersonals (24 homes vivint sols), 47 parelles sense fills, 36 parelles amb fills i 8 famílies monoparentals amb fills.
La població ha evolucionat segons el següent gràfic:
Habitants censats

### Habitatges
El 2007 hi havia 135 habitatges, 112 eren l'habitatge principal de la família, 15 eren segones residències i 8 estaven desocupats. 127 eren cases i 5 eren apartaments. Dels 112 habitatges principals, 74 estaven ocupats pels seus propietaris i 38 estaven llogats i ocupats pels llogaters; 3 tenien una cambra, 6 en tenien dues, 22 en tenien tres, 30 en tenien quatre i 51 en tenien cinc o més. 84 habitatges disposaven pel capbaix d'una plaça de pàrquing. A 47 habitatges hi havia un automòbil i a 61 n'hi havia dos o més.

### Piràmide de població
La piràmide de població per edats i sexe el 2009 era:
| Homes | Edats   | Dones |
| ----- | ------- | ----- |
| 0     | 95 o +  | 0     |
| 0     | 90 a 94 | 0     |
| 0     | 85 a 89 | 0     |
| 0     | 80 a 84 | 4     |
| 0     | 75 a 79 | 0     |
| 8     | 70 a 74 | 4     |
| 4     | 65 a 69 | 0     |
| 8     | 60 a 64 | 12    |
| 0     | 55 a 59 | 4     |
| 0     | 50 a 54 | 4     |
| 8     | 45 a 49 | 4     |
| 12    | 40 a 44 | 8     |
| 12    | 35 a 39 | 16    |
| 8     | 30 a 34 | 12    |
| 24    | 25 a 29 | 8     |
| 0     | 20 a 24 | 8     |
| 4     | 15 a 19 | 0     |
| 28    | 10 a 14 | 4     |
| 16    | 5 a 9   | 20    |
| 12    | 0 a 4   | 0     |

## Economia
El 2007 la població en edat de treballar era de 193 persones, 158 eren actives i 35 eren inactives. De les 158 persones actives 147 estaven ocupades (80 homes i 67 dones) i 11 estaven aturades (4 homes i 7 dones). De les 35 persones inactives 12 estaven jubilades, 17 estaven estudiant i 6 estaven classificades com a «altres inactius».

### Ingressos
El 2009 a Beauvain hi havia 109 unitats fiscals que integraven 280 persones, la mediana anual d'ingressos fiscals per persona era de 18.532 €.

### Activitats econòmiques
Dels 15 establiments que hi havia el 2007, 1 era d'una empresa extractiva, 2 d'empreses de fabricació d'altres productes industrials, 6 d'empreses de construcció, 2 d'empreses de comerç i reparació d'automòbils, 2 d'empreses d'hostatgeria i restauració, 1 d'una empresa de serveis i 1 d'una empresa classificada com a «altres activitats de serveis».
Dels 6 establiments de servei als particulars que hi havia el 2009, 2 eren guixaires pintors, 3 fusteries i 1 lampisteria.
L'any 2000 a Beauvain hi havia 10 explotacions agrícoles.

## Poblacions més properes
El següent diagrama mostra les poblacions més properes.